# ミッキーアイル
ミッキーアイル（欧字名:Mikki Isle、2011年3月12日 - ）は日本の競走馬・種牡馬。主な勝ち鞍は2014年のNHKマイルカップ、2016年のマイルチャンピオンシップ。
馬名の意味は、冠名＋母名の一部。2016年度のJRA賞最優秀短距離馬である。

## 経歴

### 出自-デビュー前
父・ディープインパクト（父サンデーサイレンス）は現役時代に中央競馬クラシック三冠、G1通算7勝を挙げた。
母・スターアイル（父ロックオブジブラルタル）はアイルランドで生産され、日本に持ち込まれた。現役時代はダートの短距離で2勝を挙げた。
本馬は2011年3月12日にノーザンファームで生まれ、2012年の1歳セレクトセールで7980万円で取引された。

### 2歳（2013年）
2013年9月7日の阪神5Rの2歳新馬で鞍上浜中俊でデビュー。2番人気に支持され2着に敗れる。
2戦目の未勝利戦で逃げを打ち、ウオッカが保持していた2歳芝1600mの日本レコードを更新する1分32秒3のタイムで2着馬に5馬身差をつけ勝利した。
出走を予定していた朝日杯フューチュリティステークスは賞金不足で除外となり、その前日のひいらぎ賞に鞍上ライアン・ムーアで出走。このレースでもハナを切り、2着馬に3馬身半差をつけ勝利した。なお勝ち時計は同距離で行われる翌日の朝日杯フューチュリティステークスのタイム（1分34秒7）をコンマ5秒上回るもの（1分34秒2）であった。

### 3歳（2014年）
年明け初戦のシンザン記念では浜中俊に手綱が戻り、好スタートを切りそのままハナに立つと、2着ウインフルブルームに半馬身差で勝利した。重賞初制覇をレースレコード（1分33秒8）で飾った。
続くアーリントンカップでも好スタートから逃げ、3馬身半差で重賞連勝を果たした。
そして2ヶ月の休養を挟んで迎えたNHKマイルカップはスタートを決めてハナに立つと最後まで逃げ粘り、5連勝でGI初制覇を果たした。
距離適性の都合から東京優駿を回避し、安田記念に挑むこととなった。その安田記念では前走の同舞台のNHKマイルカップでの勝利に加え54kgという有利な斤量と好条件が重なり重賞3連勝中のジャスタウェイに次ぐ2番人気に推されたが、初の不良馬場の影響からか行き脚が鈍り、直線で失速し16着と惨敗した。レース後は放牧に出された。
秋初戦のスワンステークスでは3歳馬ながら57kgの斤量を背負ったものの1番人気に支持され、道中で先頭に立つとそのまま逃げ切り重賞4勝目を挙げた。続く、マイルチャンピオンシップは13着、阪神Cは7着でこの年の競走を終えた。

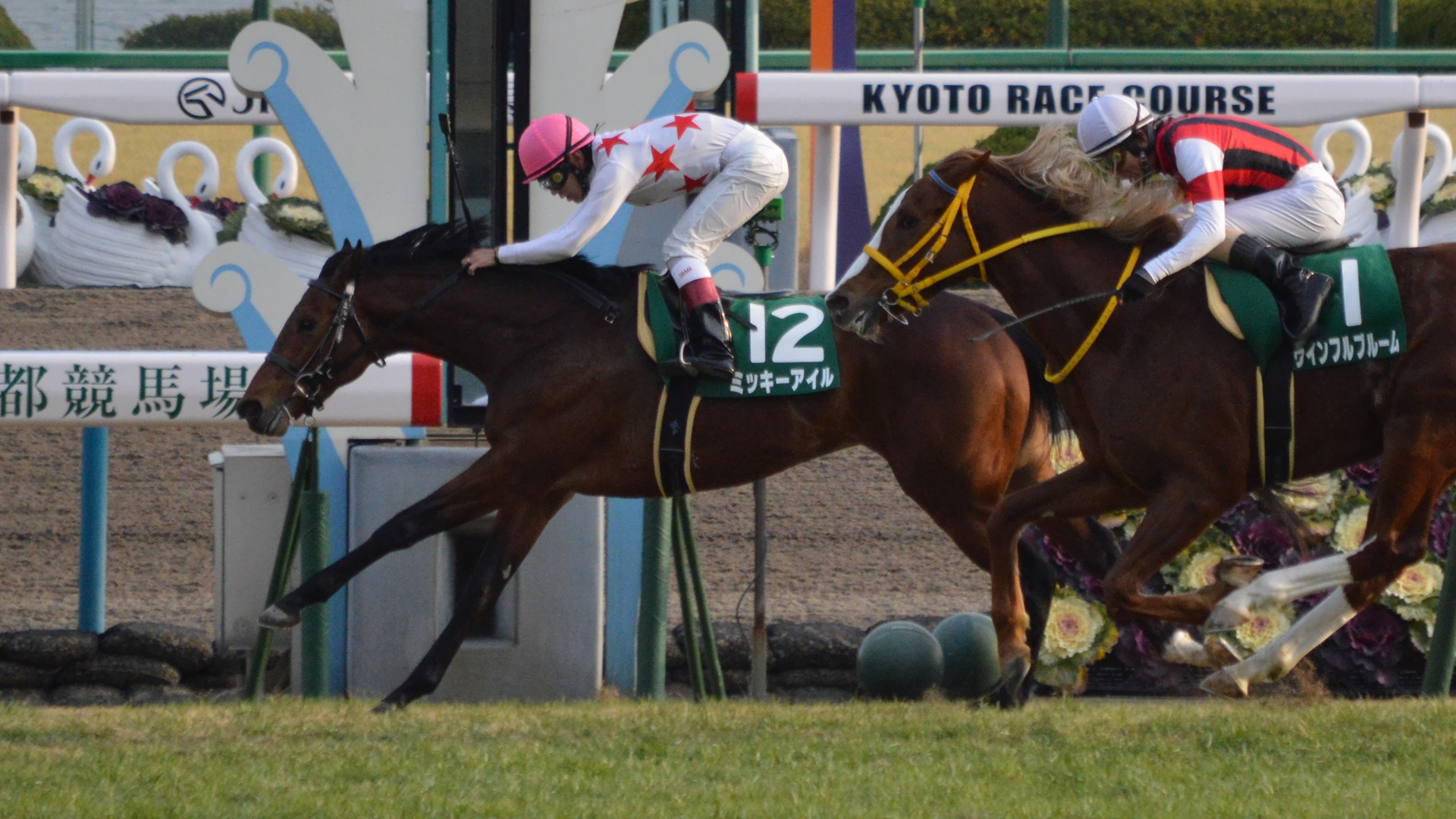
シンザン記念
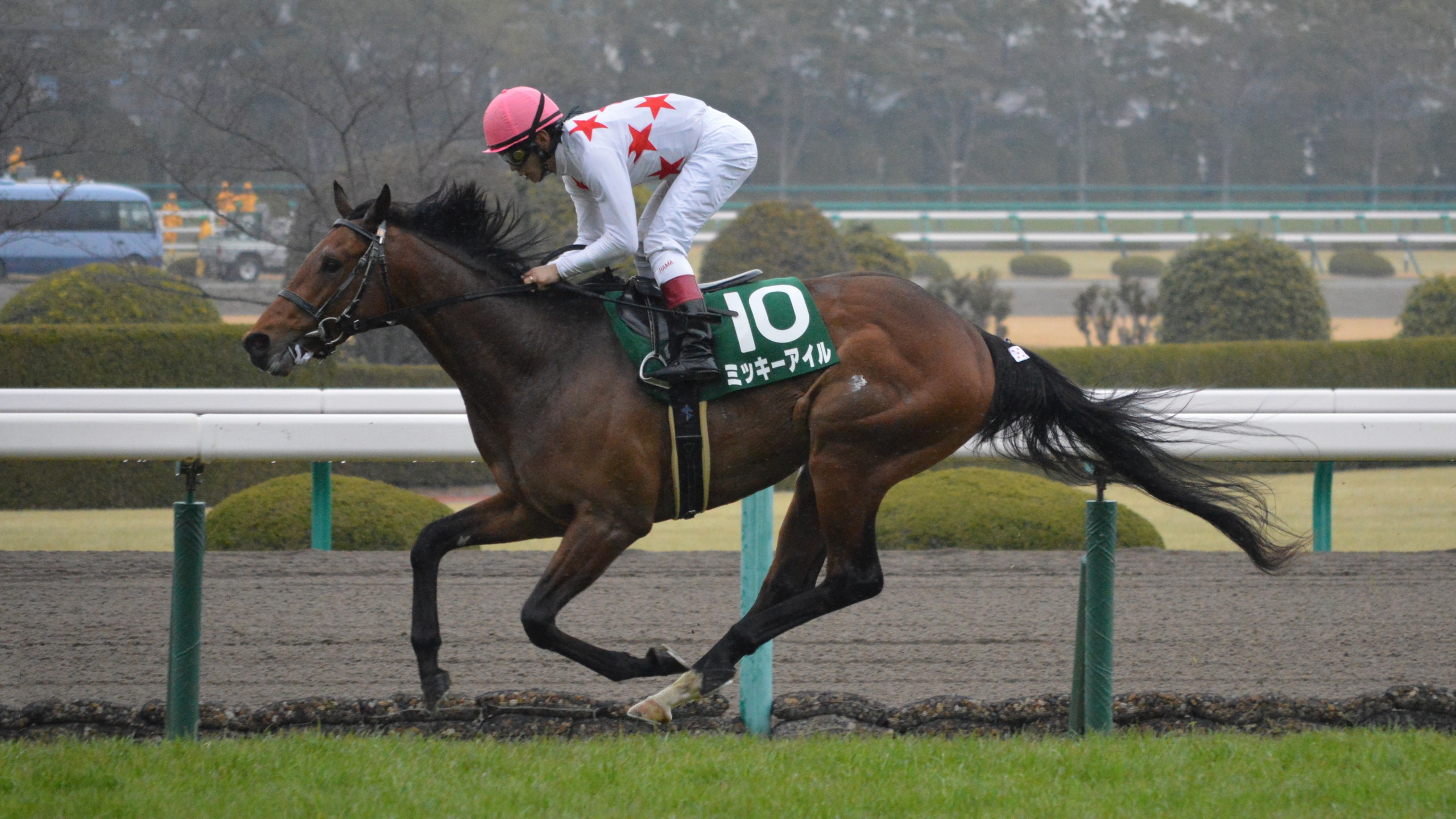
アーリントンC
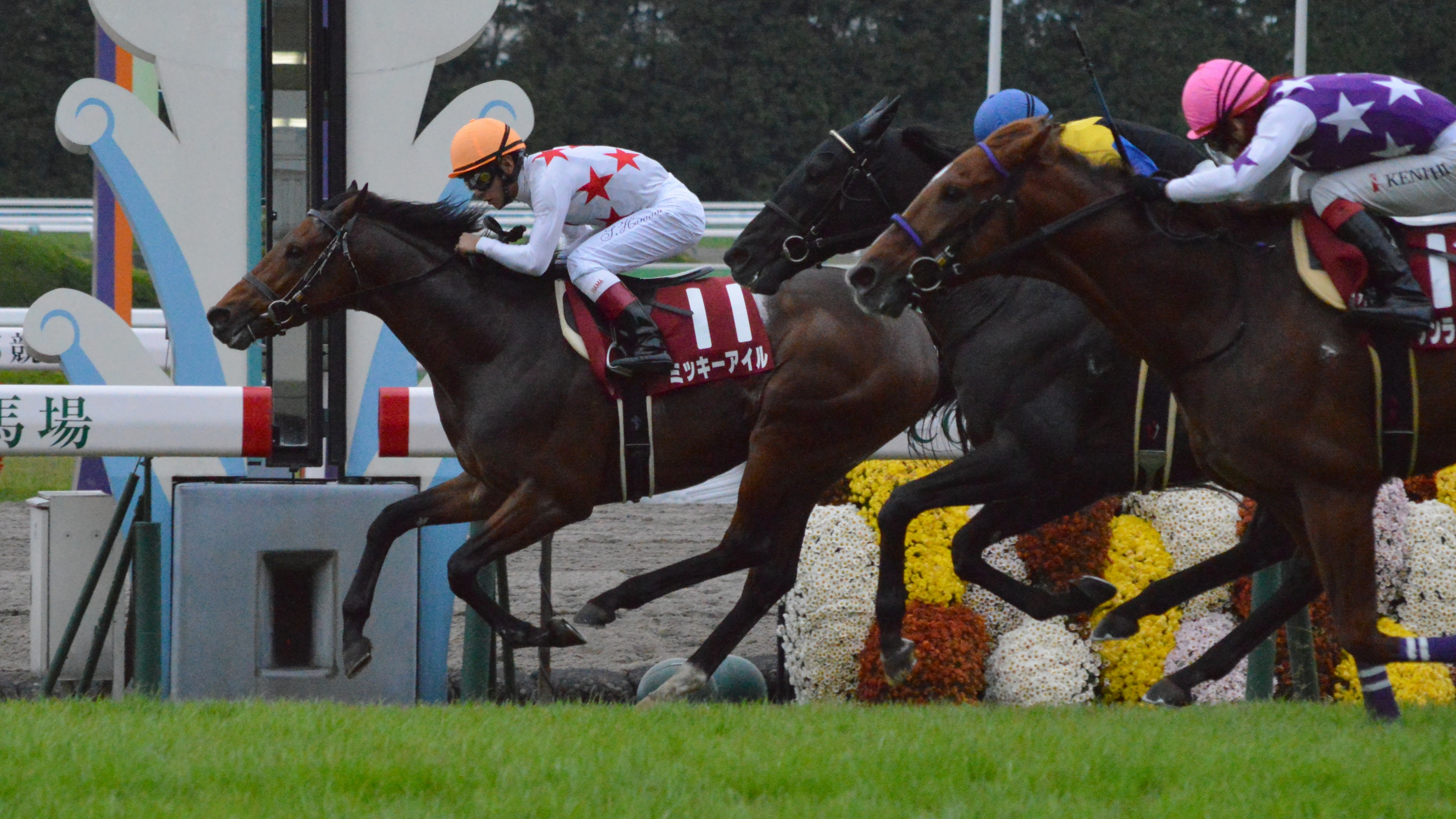
スワンS

### 4歳（2015年）
3月1日の阪急杯から始動、好位追走から一旦は先頭に立ったもののダイワマッジョーレにかわされ2着。
続く高松宮記念は道中好位の外につけ直線でエアロヴェロシティ、ハクサンムーンとの争いになるも3着となる。
6月の安田記念は見せ場なく15着と大敗する。
秋に入り、10月のスプリンターズステークスは先行するも4着。
その後、香港に遠征し12月の香港スプリントは2番手につけるも直線で後続に捕まり7着だった。

### 5歳（2016年）
前年同様阪急杯から始動、浜中俊の負傷により松山弘平と新コンビを組んだ。好スタートから先手を奪って逃げると最後は先団から差を詰めたオメガヴェンデッタに3/4馬身差をつけ1年4ヶ月ぶりの勝利を挙げた。
続く高松宮記念は3番手追走から直線でいったん先頭に立つもビッグアーサーにかわされ2着だった。
その後、半年の休養を挟んで10月のスプリンターズステークスに2番人気で出走。スタートからハナを奪い逃げ、直線に入ってからも懸命に粘るものの中団から追い込んできたレッドファルクスにかわされまたもや2着となる。
11月のマイルチャンピオンシップは先手を取り逃げると直線では中団から追い上げてきたイスラボニータの追撃を振り切りGI・2勝目を挙げた。しかし直線でネオリアリズム、サトノアラジン、ディサイファ、ダノンシャークの進路が狭くなったとして審議対象となり降着とはならなかったものの、騎乗した浜中俊は開催日8日間の騎乗停止処分を受けた。
その後、12月の阪神カップは道中逃げるも直線で失速し6着に終わった。
2017年1月、2016年度のJRA賞最優秀短距離馬に選出された。
同年1月29日付けで競走馬登録を抹消され、現役を引退し、社台スタリオンステーションで種牡馬となることが決定した。

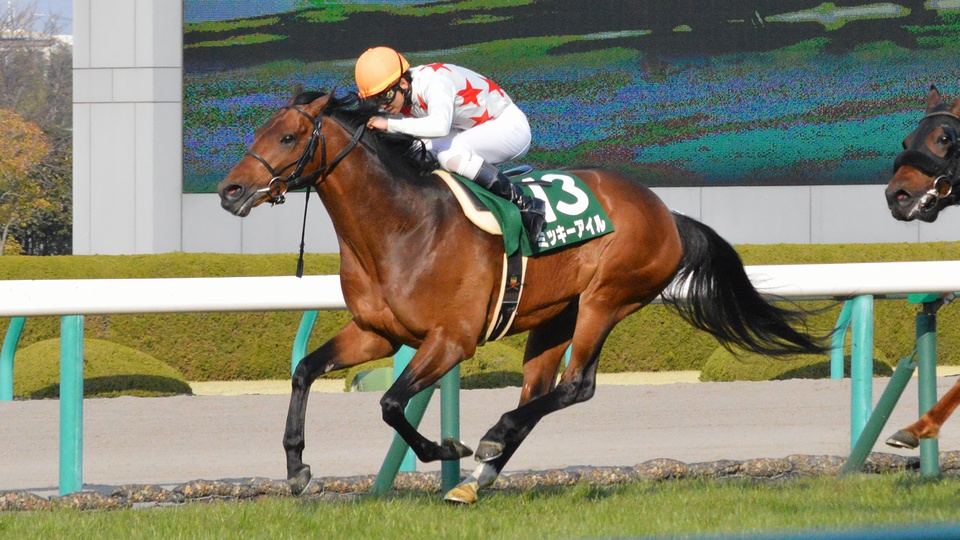
阪急杯
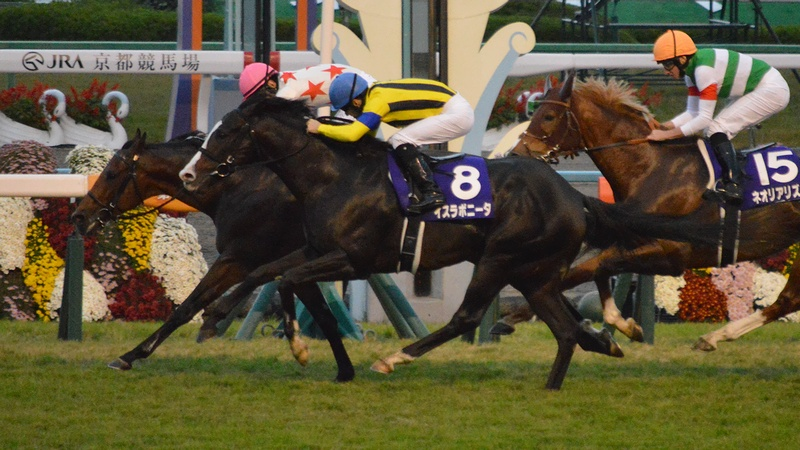
マイルCS

## 競走成績
| 競走日     | 競馬場 | 競走名          | 格      | 距離（馬場）  | 頭 数 | 枠 番 | 馬 番 | オッズ （人気） | 着順 | タイム （上り3F） | 着差  | 騎手     | 斤量 | 1着馬（2着馬）         |
| ---------- | ------ | --------------- | ------- | ------------- | ----- | ----- | ----- | --------------- | ---- | ----------------- | ----- | -------- | ---- | ---------------------- |
| 2013.09.07 | 阪神   | 2歳新馬         |         | 芝1600m（良） | 13    | 8     | 12    | 003.50（2人）   | 02着 | 01:37.6（34.7）   | -0.1  | 浜中俊   | 54Kg | アトム                 |
| 0000.11.02 | 京都   | 2歳未勝利       |         | 芝1600m（良） | 14    | 3     | 3     | 001.20（1人）   | 01着 | R1:32.3（34.6）   | -0.8  | 浜中俊   | 55Kg | （エアカミュゼ）       |
| 0000.12.14 | 中山   | ひいらぎ賞      | 500万下 | 芝1600m（良） | 15    | 2     | 2     | 001.30（1人）   | 01着 | 01:34.2（34.7）   | -0.6  | R.ムーア | 55Kg | （ピークトラム）       |
| 2014.01.12 | 京都   | シンザン記念    | GIII    | 芝1600m（良） | 13    | 8     | 12    | 001.60（1人）   | 01着 | 01:33.8（34.1）   | -0.1  | 浜中俊   | 56Kg | （ウインフルブルーム） |
| 0000.03.01 | 阪神   | アーリントンC   | GIII    | 芝1600m（良） | 10    | 8     | 10    | 001.40（1人）   | 01着 | 01:34.0（35.2）   | -0.6  | 浜中俊   | 57Kg | （タガノグランパ）     |
| 0000.05.11 | 東京   | NHKマイルC      | GI      | 芝1600m（良） | 18    | 5     | 10    | 001.90（1人）   | 01着 | 01:33.2（34.8）   | -0.0  | 浜中俊   | 57Kg | （タガノブルグ）       |
| 0000.06.08 | 東京   | 安田記念        | GI      | 芝1600m（不） | 17    | 4     | 8     | 007.40（2人）   | 16着 | 01:38.8（39.7）   | -2.0  | 浜中俊   | 54Kg | ジャスタウェイ         |
| 0000.11.01 | 京都   | スワンS         | GII     | 芝1400m（良） | 13    | 7     | 11    | 002.50（1人）   | 01着 | 01:20.3（33.9）   | -0.1  | 浜中俊   | 57Kg | （サンライズメジャー） |
| 0000.11.23 | 京都   | マイルCS        | GI      | 芝1600m（良） | 17    | 8     | 15    | 004.40（1人）   | 13着 | 01:32.8（36.1）   | -1.3  | 浜中俊   | 56Kg | ダノンシャーク         |
| 0000.12.27 | 阪神   | 阪神C           | GII     | 芝1400m（良） | 18    | 3     | 6     | 003.70（1人）   | 07着 | 01:21.1（35.5）   | -0.4  | 浜中俊   | 56Kg | リアルインパクト       |
| 2015.03.01 | 阪神   | 阪急杯          | GIII    | 芝1400m（不） | 16    | 3     | 5     | 007.90（4人）   | 02着 | 01:23.8（36.5）   | -0.0  | 浜中俊   | 58Kg | ダイワマッジョーレ     |
| 0000.03.29 | 中京   | 高松宮記念      | GI      | 芝1200m（稍） | 18    | 8     | 16    | 005.20（3人）   | 03着 | 01:08.6（34.2）   | -0.1  | 浜中俊   | 57Kg | エアロヴェロシティ     |
| 0000.06.07 | 東京   | 安田記念        | GI      | 芝1600m（良） | 17    | 3     | 5     | 008.10（4人）   | 15着 | 01:33.0（35.1）   | -1.0  | 浜中俊   | 58Kg | モーリス               |
| 0000.10.04 | 中山   | スプリンターズS | GI      | 芝1200m（良） | 15    | 7     | 13    | 006.50（4人）   | 04着 | 01:08.3（33.8）   | -0.2  | 浜中俊   | 57Kg | ストレイトガール       |
| 0000.12.13 | 沙田   | 香港スプリント  | G1      | 芝1200m（良） | 12    |       | 5     | 029.00（7人）   | 07着 | 01:09.61          | -0.87 | 浜中俊   | 57Kg | Peniaphobia            |
| 2016.02.28 | 阪神   | 阪急杯          | GIII    | 芝1400m（良） | 18    | 7     | 13    | 003.80（1人）   | 01着 | 01:19.9（34.7）   | -0.1  | 松山弘平 | 57kg | （オメガヴェンデッタ） |
| 0000.03.27 | 中京   | 高松宮記念      | GI      | 芝1200m（良） | 18    | 3     | 6     | 003.90（2人）   | 02着 | 01:06.8（33.8）   | -0.1  | 松山弘平 | 57kg | ビッグアーサー         |
| 0000.10.02 | 中山   | スプリンターズS | GI      | 芝1200m（良） | 16    | 8     | 15    | 008.20（2人）   | 02着 | 01:07.6（34.2）   | -0.0  | 松山弘平 | 57kg | レッドファルクス       |
| 0000.11.20 | 京都   | マイルCS        | GI      | 芝1600m（良） | 18    | 8     | 16    | 005.90（3人）   | 01着 | 01:33.1（35.6）   | -0.0  | 浜中俊   | 57kg | （イスラボニータ）     |
| 0000.12.24 | 阪神   | 阪神C           | GII     | 芝1400m（稍） | 15    | 4     | 8     | 002.10（1人）   | 06着 | 01:22.2（35.7）   | -0.3  | 浜中俊   | 57kg | シュウジ               |

## 種牡馬時代
2017年より社台スタリオンステーションで繋養される。同年のシーズンオフからはシャトル種牡馬としてオーストラリアのアローフィールドスタッドで繋養されている。
2020年に初年度産駒がデビュー。7月4日、阪神競馬場の2歳新馬戦でデュアリストがデビュー勝ちを収め、これが産駒の初勝利となった。2020年9月6日、メイケイエールが小倉2歳ステークスを勝ち、産駒の重賞初勝利となった。メイケイエールは11月7日のファンタジーステークスも勝利し、重賞連勝を飾った。2020年12月2日、デュアリストが兵庫ジュニアグランプリを制し、産駒のダート重賞初勝利となった。
2020年11月12日、オーストラリアで開催されたゴールドコースト2歳トレーニングセールで産駒の牡馬が最高価格の50万豪ドル(約3838万円)で落札された。
2024年からは北海道新冠町の優駿スタリオンステーションで種牡馬生活を送ることになった。

### 主な産駒

#### グレード制重賞優勝馬
- 2018年産
  - メイケイエール（2020年小倉2歳ステークス、ファンタジーステークス、2021年チューリップ賞、2022年シルクロードステークス、京王杯スプリングカップ、セントウルステークス）
  - デュアリスト（2020年兵庫ジュニアグランプリ）
  - ララクリスティーヌ（2023年京都牝馬ステークス）[49]
  - ウィリアムバローズ（2024年東海ステークス、日本テレビ盃）
- 2019年産
  - ナムラクレア（2021年小倉2歳ステークス、2022年函館スプリントステークス、2023年シルクロードステークス、キーンランドカップ、2024年阪神カップ）[50]

#### 地方重賞優勝馬
- 2018年産
  - ルピナステソーロ（2024年・2025年霧島賞、2024年2024九州産グランプリ）
- 2020年産
  - リストン（2023年新春ペガサスカップ、新緑賞、駿蹄賞）[51]

## 血統表
| ミッキーアイルの血統            | ミッキーアイルの血統                                      | ミッキーアイルの血統            | （血統表の出典）        | （血統表の出典） |
| 父系                            | サンデーサイレンス系                                      | サンデーサイレンス系            | サンデーサイレンス系    | [ § 2 ]          |
| 父 ディープインパクト 2002 鹿毛 | 父の父*サンデーサイレンス Sunday Silence 1986 青鹿毛      | Halo                            | Hail to Reason          | Hail to Reason   |
| 父 ディープインパクト 2002 鹿毛 | 父の父*サンデーサイレンス Sunday Silence 1986 青鹿毛      | Halo                            | Cosmah                  |                  |
| 父 ディープインパクト 2002 鹿毛 | 父の父*サンデーサイレンス Sunday Silence 1986 青鹿毛      | Wishing Well                    | Understanding           | Understanding    |
| 父 ディープインパクト 2002 鹿毛 | 父の父*サンデーサイレンス Sunday Silence 1986 青鹿毛      | Wishing Well                    | Mountain Flower         |                  |
| 父 ディープインパクト 2002 鹿毛 | 父の母*ウインドインハーヘア 1991 鹿毛                     | Alzao                           | Lyphard                 | Lyphard          |
| 父 ディープインパクト 2002 鹿毛 | 父の母*ウインドインハーヘア 1991 鹿毛                     | Alzao                           | Lady Rebecca            |                  |
| 父 ディープインパクト 2002 鹿毛 | 父の母*ウインドインハーヘア 1991 鹿毛                     | Burghclere                      | Busted                  | Busted           |
| 父 ディープインパクト 2002 鹿毛 | 父の母*ウインドインハーヘア 1991 鹿毛                     | Burghclere                      | Highclere               |                  |
| 母 *スターアイル 2004 鹿毛      | 母の父*ロックオブジブラルタル Rock of Gibraltar 1999 鹿毛 | *デインヒル Danehill            | Danzig                  | Danzig           |
| 母 *スターアイル 2004 鹿毛      | 母の父*ロックオブジブラルタル Rock of Gibraltar 1999 鹿毛 | *デインヒル Danehill            | Razyana                 |                  |
| 母 *スターアイル 2004 鹿毛      | 母の父*ロックオブジブラルタル Rock of Gibraltar 1999 鹿毛 | Offshore Boom                   | Be My Guest             | Be My Guest      |
| 母 *スターアイル 2004 鹿毛      | 母の父*ロックオブジブラルタル Rock of Gibraltar 1999 鹿毛 | Offshore Boom                   | Push a Button           |                  |
| 母 *スターアイル 2004 鹿毛      | 母の母*アイルドフランス Isle de France 1995 鹿毛          | Nureyev                         | Northern Dancer         | Northern Dancer  |
| 母 *スターアイル 2004 鹿毛      | 母の母*アイルドフランス Isle de France 1995 鹿毛          | Nureyev                         | Special                 |                  |
| 母 *スターアイル 2004 鹿毛      | 母の母*アイルドフランス Isle de France 1995 鹿毛          | *ステラマドリッド Stella Madrid | Alydar                  | Alydar           |
| 母 *スターアイル 2004 鹿毛      | 母の母*アイルドフランス Isle de France 1995 鹿毛          | *ステラマドリッド Stella Madrid | My Juliet               |                  |
| 母系(F-No.)                     | (FN:6-a)                                                  | (FN:6-a)                        | (FN:6-a)                | [ § 3 ]          |
| 5代内の近親交配                 | Northern Dancer 5･5×5･4                                   | Northern Dancer 5･5×5･4         | Northern Dancer 5･5×5･4 | [ § 4 ]          |
| 出典                            | 1. 2. 3. 4.                                               | 1. 2. 3. 4.                     | 1. 2. 3. 4.             | 1. 2. 3. 4.      |

- 近親に2017年のNHKマイルカップを制したアエロリット、2002年のJRA賞最優秀4歳以上牝馬で重賞4勝のダイヤモンドビコーなどがいる。詳細はマイビューパーズ#主なファミリーラインを参照。